# I.F. Stone
Isidor Feinstein Stone, kallad I.F. Stone eller Izzy Stone, född 24 december 1907 i Philadelphia, Pennsylvania, död 18 juni 1989 i Boston, Massachusetts, var en amerikansk undersökande journalist och redaktör.
I.F. Stone är mest känd som redaktör och utgivare av den politiska 14-dagarstidskriften I.F. Stone's Weekly, som utkom mellan 1953 och 1971. I tidningen kritiserade han häftigt McCartyismen, Vietnamkriget och rasdiskrimineringen i USA. Tidningen hade under 1960-talet en cirkulation av 70.000 exemplar.

## Biografi
I.F. Stone - eller Isodore Feinstein som han då hette - växte upp i en ryskjudisk invandrarfamilj i Haddonfield i New Jersey, där föräldrarna ägde en detaljhandelsbutik. Han studerade vid University of Pennsylvania utan att ta examen och tog anställning som journalist, först på The Philadelphia Inquirer, därefter på The New York Post 1933-1939, som Washington-korrespondent för The Nation 1939-1940 och för den radikala kvällstidningen PM och dess efterföljare 1940-1952.
Efter att ha blivit arbetslös startade han 1953 sin egen tidning, I.F. Stone's Weekly, som han drev tills han fick en hjärtsjukdom 1971. Han var gift med Esther Roisman, som arbetade tillsammans med honom för att ge ut I.F. Stone's Weekly.
I.F. Stone baserade sin journalistik på officiella dokument som han själv grävde fram genom den amerikanska kongressens diarium, protokoll från kongressförhör och andra ofta mindre kända bakgrundsdokument som andra media ignorerade. Eftersom han var en känd vänstersympatisör, krävdes också att kunde uppvisa god dokumentation för att vara trovärdig. Med denna metod, och genom att följa upp annars förbisedda detaljer i notiser från nyhetsbyråer och i dagstidningar, gjorde han många journalistiska scoop.
Efter sin pensionering studerade han grekiska och gav 1988 ut en bok om rättegången mot Sokrates, med titel Trial of Socrates.

## Citat av I.F. Stone
| ”            | Alla regeringar ljuger, men katastrof hotar länder vars regeringstjänstemän röker samma hasch som de delar ut | „ |
| – I.F. Stone | |   |

| ”            | Det måste åter bli accepterat att samhällen blir uthålligt stabila och hälsosamma genom reformer, inte genom tankepoliser; detta innebär att det måste finnas fritt utryymme för så kallade subversiva uppfattningar, det vill säga varje uppfattning som undergräver en rådande uppfattning. Att hindra subversion är att hindra fredliga framsteg och att inbjuda till revolution och krig. | „ |
| – I.F. Stone | |   |

## Böcker av I.F. Stone i urval
- The War Years, 1939-1945 ISBN 0-31681-777-5
- Underground to Palestine, 1946, ISBN 0-39450-274-4
- The Hidden History of the Korean War, 1950-1951, 1952, ISBN 0-31681-770-8
- The Truman Era, 1945-1952, ISBN 0-39471-908-5
- In a Time of Torment, 1961-1967, 1967, ISBN 0-22461-464-9
- The Haunted Fifties, 1969, ISBN 0-39470-547-5
- Polemics and Prophecies, 1967-1970, 1970, ISBN 0-394-71789-9
- The I.F. Stone's Weekly Reader, 1973, ISBN 0-39448-815-6
- The Trial of Socrates, 1988, ISBN 0-38526-032-6

## Annan litteratur
- D.D. Guttenplan: American Radical - The Life and Times of I.F. Stone, Farrar, Straus and Gireoux 2009
- Myra MacPherson: All Goverments lie - The Life and Times of Rebel Journalist I.F. Stone, Scribner, 2006
- I.F. Stone: The best of I.F. Stone (redigerad av Karl Weber), NY; Public Affairs, New York 2006, ISBN 1-58648-463-X
- Andrew Patner: I.F. Stone - a portrait, Doubleday, New York 1990, ISBN 0-385-41382-3